# Montenegro op de Olympische Winterspelen 2014
Montenegro was een van de landen die deelnam aan de Olympische Winterspelen 2014 in Sotsji, Rusland.
Bij de tweede zelfstandige deelname van Montenegro aan de Winterspelen werd ook voor de tweede keer alleen bij het alpineskiën deelgenomen. In 2010 was Bojan Kosić de enige deelnemer. Op deze editie werd het land vertegenwoordigd door Tarik Hadžić en Ivana Bulatović.

## Deelnemers en resultaten
(m) = mannen, (v) = vrouwen 

### Alpineskiën
| Olympiër        | Onderdeel        | Resultaat | Prestatie                                                          |
| --------------- | ---------------- | --------- | ------------------------------------------------------------------ |
| Tarik Hadžić    | reuzenslalom (m) | 62e       | Totaal: 3.12,39 (+27,10) run 1: 1.36,55 (71e) run 2: 1.35,84 (60e) |
| Tarik Hadžić    | slalom (m)       | 38e       | Totaal: 2.07,94 (+26,10) run 1: 1.00,95 (71e) run 2: 1.06,99 (36e) |
|                 |                  |           |                                                                    |
| Ivana Bulatović | slalom (v)       | 44e       | Totaal: 2.12,80 run 1: 1.07,49 (53e) run 2: 1.05,31 (44e)          |